# Pata (kommun)
Pata (Bayan ng Pata) är en kommun i Filippinerna. Kommunen ligger på ön Suluöarna och tillhör provinsen Sulu. Folkmängden uppgår till 11 791 invånare.
Pata är indelat i 14 barangayer.